# 5-й Северокаролинский пехотный полк
5-й Северокаролинский пехотный полк представлял собой один из пехотных полков армии Конфедерации во время Гражданской войны в США. Он также известен как Fifth North Carolina State Troops (сокращенно 5th NCST). Его не стоит путать с 5-м северокаролинским волонтерским полком, который был позже переименован в 15-й северокаролинский.

## Формирование
Полк был сформирован в Галифаксе (Северная Каролина) в июле 1861 года как «Fifth North Carolina State Troops». Его роты были набраны в округах Камберленд, Гейтс, Джонстон, Гревен, Рован, Берти, Уильсон и Кэсвелл. Первым командиром полка был назначен Дункан Макрей, подполковником — Джозеф Джонс, майором — Джон Бэдхем.

## Боевой путь
Полк был сразу направлен под Манассас, где вошёл в состав бригады Джеймса Лонгстрита и принял участие в Первом сражении при Булл-Ран. В этом сражении полком командовал подполковник Джозеф Джонс.
Зимой полк был включен в бригаду Джубала Эрли. Весной 1862 года, когда началась Кампания на полуострове, вся бригада была переведена на Вирджинский полуостров в Йорктаун. После отступления от Йорктауна бригада участвовала в сражении при Уильямсберге, где погибло много офицеров и в их числе подполковник Бэдхем. Под Уильямсбергом полк потерял 70 человек убитыми и 25 умершими от ран. Уже в ходе отступления к Ричмонду полк прошёл реорганизацию и перевыбор офицеров. Место подполковника занял майор Синклер. Так как генерал Эрли был ранен под Уильямсбергом, бригаду временно передали Дункану Макрею, а затем командование ею принял генерал Самуэль Гарланд.
Полк был задействован в сражении при Севен-Пайнс вместе со всеми северокаролинскими дивизиями Дэниеля Хилла. Макрей не смог командовать полком в этом бою по состоянию здоровья и временно передал его подполковнику Синклеру. На момент начала сражения в полку числилось всего 200 человек.
В ходе мерилендской кампании 5-й северокаролинский насчитывал 400 человек и был самым крупным полком в бригаде Гарланда. Он первым вступил в бой в сражении у Южной горы, а когда погиб генерал Гарланд, и полковник Макрей принял командование бригадой, сдав полк капитану Томасу Гаретту, который командовал полком в сражении при Энтитеме. В ходе сражения бригада Макрэя была выдвинута на кукурузное поле, где встала правее бригады Колкитта. На этой позиции обе бригады были атакованы федеральной бригадой Джорджа Гордона и держали позицию, пока им во фланг не вышла дивизия грина. 5-й Северокаролинский стоял крайним справа. Капитан этого полка заметил выдвижение федеральной бригады Тиндейла во фланг и крикнул: «Они обходят нас с фланга, там целая бригада!». паника сразу распространилась по бригаде и она стала отступать.
2 ноября Макрей уволился из армии по состоянию здоровье и командование бригадой принял Альфред Иверсон, а 5-й Северокаролинский возглавил Томас Гаретт. Вскоре уволился и подполковник Синклер и его место занял капитан Джон Леа. Полк участвовал в сражении при Фредериксберге, где находился в стороне от боевых действий. 16 января капитан Томас Гаретт получил звание полковника.
Весной 1863 года полк участвовал в сражении при Чанселорсвилле, где полки бригады Иверсона были использованы для фланговой атаки, задуманной генералом Джексоном. Полковник Гаретт был ранен в этом сражении. Так же ранения получили подполковник Джон Ле и майор Уильям Хилл, так что командование перешло капитану Спейту Весту.
Перед сражением при Геттисберге полк насчитывал 473 человека под командованием капитана Веста. 1 июля генерал Роудс послал свои бригады в наступление на фланг I федерального корпуса. 5-й Северокаролинский шёл на крайнем левом фланге бригады Иверсона. Во время наступления полк попал под неожиданный обстрел с левого фланга, отчего 5-й Северокаролинский понес первые и весьма тяжёлые потери. Из строя выбыла почти половина полка.
В 1864 году полк числился в бригаде Роберта Джонстона и им снова командовал Томас Гаретт. В первые дни Оверлендской кампании бригада стояла под Ричмондом, но была переброшена на север по запросу генерала Ли. Она соединилась с армией в 13:00 6 мая, на второй день битвы в Глуши. Командование задействовало полки бригады для усиления бригады Гордона во время атаки Гордона против правого фланга Потомакской армии.
Он участвовал в сражении при Спотсильвейни, где генерал Джонсон был ранен, командование бригадой принял полковник Гаретт, который в свою очередь был убит, и командование бригадой перешло Томасу Туну, командиру 20-го северокаролинского полка.
5-й Северокаролинский сражался при Колд-Харбор, после чего был задействован в кампании в долине Шенандоа, после которой вернулся в Петерсберг и участвовал в обороне города. В 1865 году он отступал со всей армией к Аппоматтоксу, где 9 апреля сдался. В полку на момент капитуляции оставалось 7 офицеров и 76 рядовых, из которых вооружены были только 48.